# Ватерберг (національний парк)
Національний парк Ватерберг — національний парк в центральній Намібії на плато Ватерберг в 68 км на схід від міста Очиваронго.
Плато Ватерберг — частково піднесений простір, що піднімається на значну висоту відносно рівнин Калахарі у східній частині Намібії. Парк Ватерберг і прилеглі території оголошені природним заповідником у 1972 році. Площа території, що охороняється, 405 км². Плато порівняно недоступне, тому на початку 1970-х років сюди були перевезені деякі види тварин Намібії, яким загрожувало зникнення. Програма виявилася успішною, і нині парк є джерелом рідкісних тварин для інших заповідників країни. У 1989 році в парку з'явилися чорні носороги, завезені з Дамараленду. Парк Ватерберг відрізняється тваринною і рослинною різноманітністю, включає понад 200 видів птахів, а також рідкісні види дрібних антилоп на пагорбах біля підніжжя гір.
Старі скельні пласти мають вік 850 млн років, є сліди динозаврів, залишені 200 млн років тому.

## Людська популяція
Перші поселенці на плато — народність сан, що залишила малюнки на скелях декілька тисяч років тому. Невелике плем'я сан мешкало на плато до кінця 1960-х років.

## Фототека

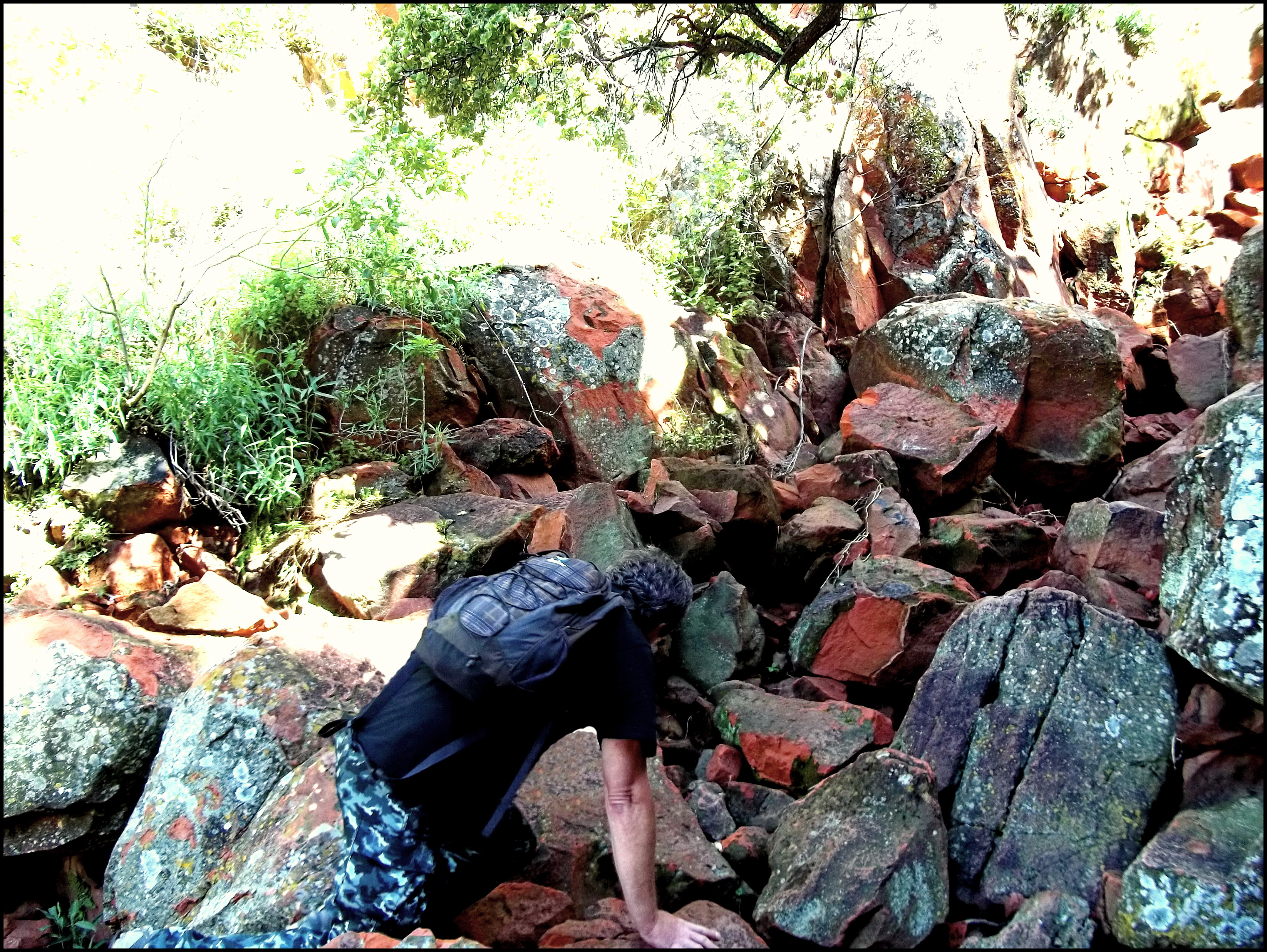
Підйом на столову гору Ватерберг
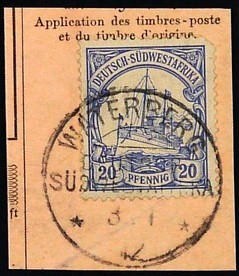
Марки для німецької Південно-західної Африки  з поштовим штемпелем Ватербергу
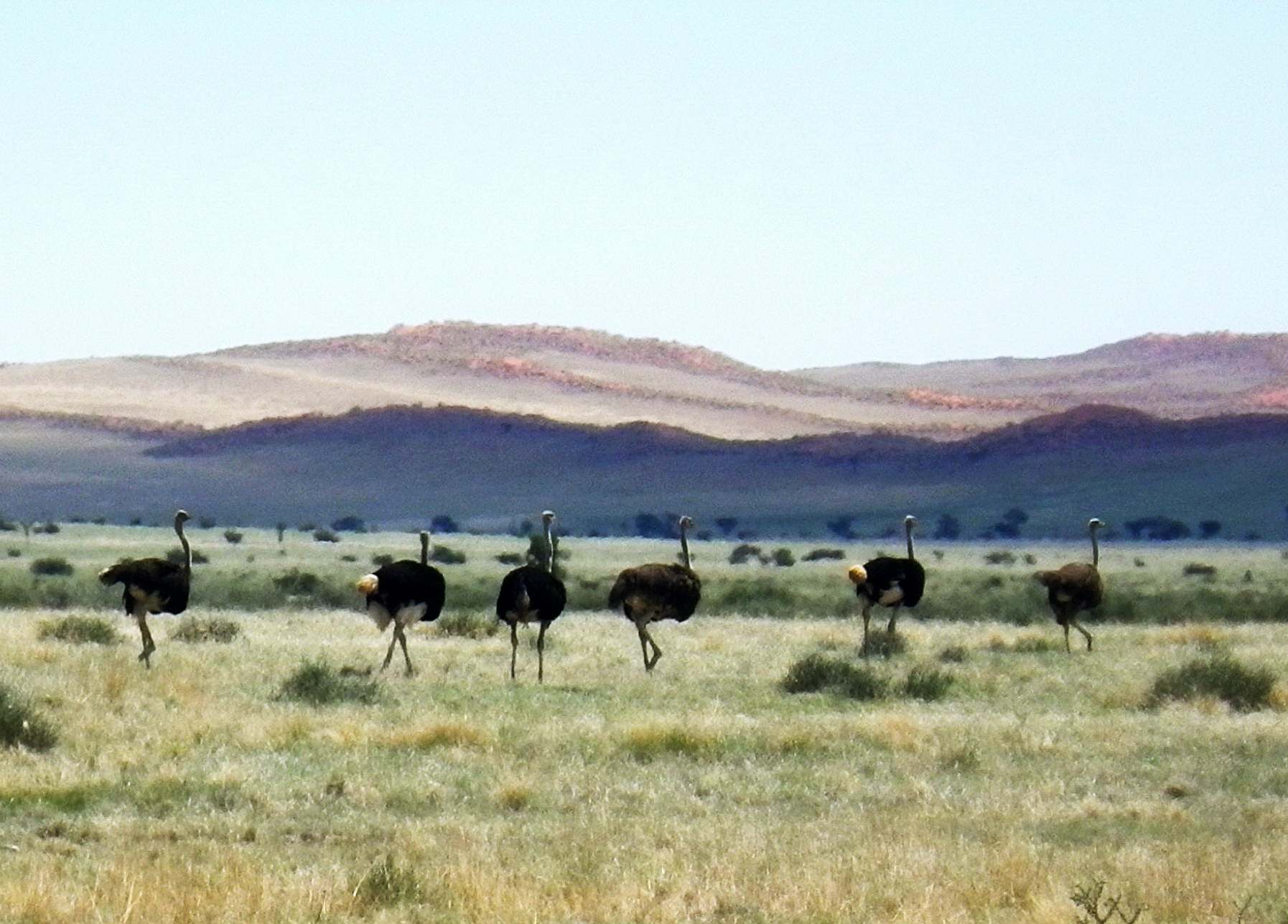
Танець страусів в парку Ватерберг
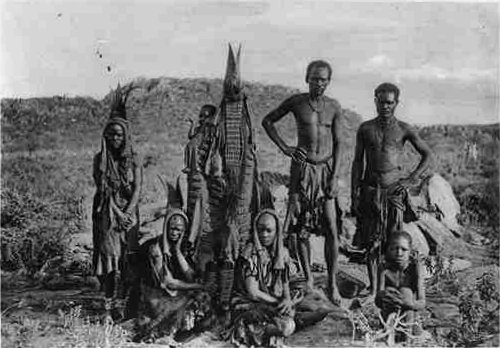
Народність гереро бл. 1910 року
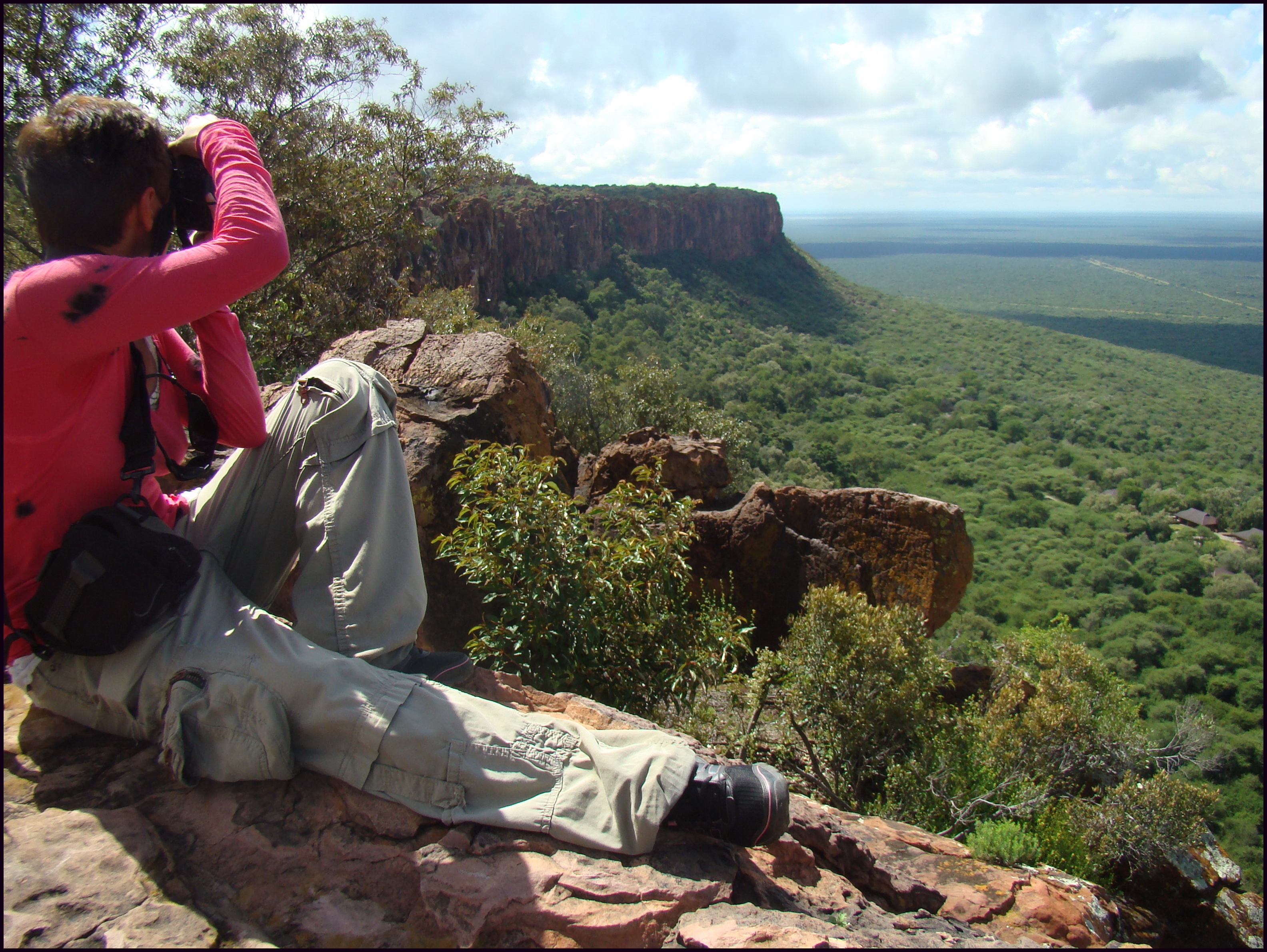
Вид на плато із столової гори Ватерберг
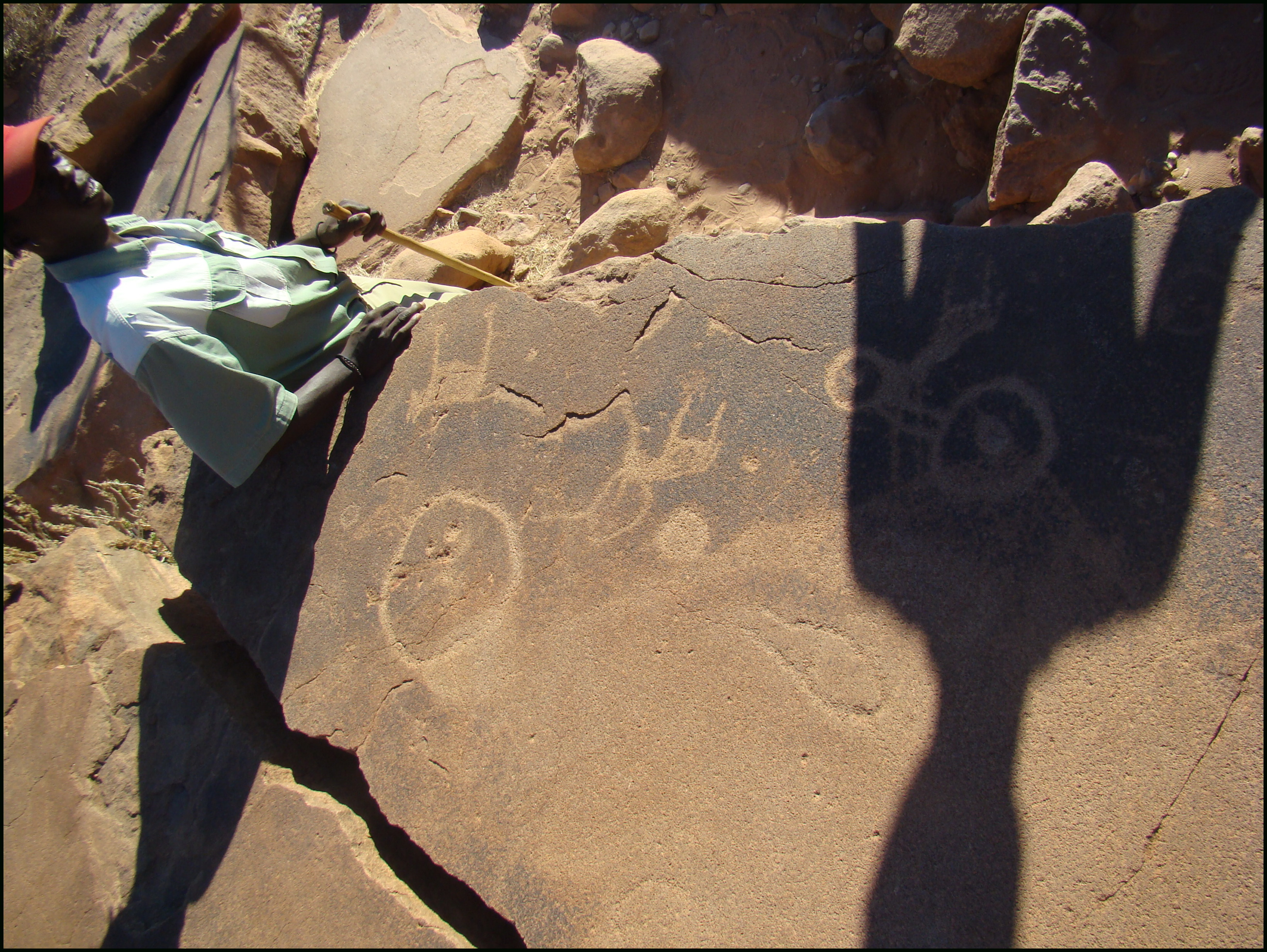
Древні петрогліфи у передгір'ях столової гори Ватерберг

## Ресурси Інтернету
- Вікісховище має мультимедійні дані за темою: Ватерберг (національний парк)
- World Conservation Monitoring Centre [Архівовано 15 грудня 2005 у Wayback Machine.]
- Waterberg Namibia [Архівовано 21 червня 2012 у Wayback Machine.]